# Lady Magnesia
Lady Magnesia (russisch: Леди Магнезия) ist eine Oper in einem Akt von Mieczysław Weinberg, die 1975 entstand. Das Libretto verfasste der Komponist selbst auf der Grundlage der Farce Passion, Poison and Petrification von George Bernard Shaw. Die Oper wurde konzertant am 18. November 2009 in Liverpool und szenisch am 2. Februar 2012 am Theater Erfurt uraufgeführt.

## Handlung
Lady Magnesia hat ein Verhältnis mit dem Hausdiener Adolphus Bastable. Ihr eifersüchtiger Ehemann, Lord George Fitztollemache, beabsichtigt daher, sie zu ermorden. Lady Magnesia beauftragt ihr Zimmermädchen Phyllis, ihr das Bett zu machen. Draußen wütet ein heftiger Sturm, und Phyllis hat düstere Vorahnungen. Nachdem sich die Lady schlafen gelegt hat, schleicht ihr Gatte mit einem Messer in das Zimmer. Sein Anschlag scheitert jedoch, weil Lady Magnesia durch ein Niesen aufwacht. Als Lord George behauptet, das Messer sei ein Geschenk seiner Mutter, entgegnet die Lady, sie hätte ein Fischmesser vorgezogen. Adolphus klopft an der Tür, um seine neue Garderobe vorzuführen. Er wird eingelassen. Der Lord reicht Getränke und vergiftet dabei das Sodawasser des Dieners. Adolphus fällt mit heftigen Magenschmerzen zu Boden. Angesichts des bevorstehenden Todes ihres Geliebten erklärt Lady Magnesia, dass sie ihre Liebe nun wieder auf ihren Gatten übertragen wolle. Sie werde Adolphus aber wie eine echte Ehefrau betrauern. Lord George ist so gerührt davon, dass er Adolphus wieder retten will. Konzentrierter Kalk soll als Gegenmittel wirken. Als erstes probiert Adolphus etwas herabgefallenen Stuck aus der Zimmerdecke. Als dies keine Wirkung zeigt, bitten sie das Zimmermädchen, die Gipsbüste der Lady in heißem Wasser aufzulösen. Diese „Medizin“ wirkt sofort: Adolphus Schmerzen verschwinden. Er verstirbt ohne weitere Qualen und versteinert durch den Gips zu einer Statue, die wie zum Segen die Hände über das gerührte Paar ausbreitet.

## Gestaltung

### Instrumentation
Die Orchesterbesetzung der Oper enthält die folgenden Instrumente:
- Piccoloflöte, zwei B-Klarinetten, Altsaxophon
- Horn, Posaune
- Schlagzeug, drei Tomtoms
- Gitarre, E-Gitarre, Bassgitarre
- Klavier, Harmonium
- Violine I, Violine II, Viola, Violoncello, Kontrabass (solistisch oder chorisch)
- Kinder-, Frauen- und Männerchor vom Band

### Musik
Analog zu Shaws literarischer Vorlage besitzt auch die Musik Weinbergs eine große formale und stilistische Vielfalt. Es gibt Tanzsätze wie die Tarantella, den Marsch oder den Walzer sowie Anklänge an die Barockmusik, die frühe Moderne des 20. Jahrhunderts, die Unterhaltungsmusik und den Jazz. Im Programmheft der Erfurter Aufführung vermutete Berthold Warnecke den Grund dafür im Einfluss der französischen Musik der 1920er und 30er Jahre. Bestimmte Merkmale wie eine „geradezu klassizistische Klarheit der Strukturen, melodischer Witz und harmonische Reibungen und Schärfen“ verweisen auf die Nähe zur Komponistengruppe Groupe des Six. Der manchmal elegische Tonfall erinnert an Benjamin Britten. Die Oper enthält Arien, Ensembles, Chöre, Sprechgesang und gesprochene Texte. Sie nutzt ein in der klassischen Musik eher untypisches Instrumentarium.

## Werkgeschichte
Mieczysław Weinberg komponierte diese kurze Kammeroper bereits 1975. Das Libretto schrieb Weinberg selbst. Es basiert auf der 1905 erschienenen Theaterposse Passion, Poison and Petrification von George Bernard Shaw. Im Werkverzeichnis des Komponisten trägt die Oper die Opus-Nummer 112.
Die Oper wurde posthum konzertant am 18. November 2009 im Rahmen des ersten Internationalen Weinberg-Festivals in Liverpool uraufgeführt. Es spielte das Ensemble 10/10 unter der musikalischen Leitung von Clark Rundell. Die Solisten waren Tom Raskin (Sir George Fitztollemache), Emma Morwood (Lady Magnesia), Carolina Krogius (Phyllis) und Phil Smith (Adolphus Bastable).
Die szenische Uraufführung erfolgte am 2. Februar 2012 im Studio des Theater Erfurt in einer deutschen Fassung von Hans-Ulrich Duffek. Mitglieder des Philharmonischen Orchesters Erfurt, Damen des Philharmonischen Chores Erfurt (Sopransolo: Tina Adam) und Herren des Opernchores des Theaters Erfurt wurden geleitet von Samuel Bächli. Die Inszenierung stammte von Barbara Schöne, die Ausstattung von Jeannine Cleemen und die Dramaturgie von Berthold Warnecke. Die Solisten waren Marwan Shamiyeh (Sir George Fitztollemache), Marisca Mulder (Lady Magnesia), Stéphanie Müther (Phyllis) und Máté Sólyom-Nagy (Adolphus Bastable).
2019 zeigten die Münchner Kammerspiele das Werk als Höhepunkt einer einwöchigen Weinberg-Werkschau in einer Inszenierung von Miriam Ibrahim. Daniel Grossmann leitete das Jewish Chamber Orchestra. Es sangen Juan Carlos Petruzziello (Sir George Fitztollemache), Susanne Bernhard (Lady Magnesia), Yulia Sokolik (Phyllis) und Petro Ostapenko (Adolphus Bastable).